# Wickbold-Verbrennung
Die Methode nach Wickbold ist ein Verfahren zur Bestimmung von Schwefel und Halogenen, speziell Chlor, in organischen Substanzen. Sie eignet sich für die Bestimmung dieser Elemente im Spurenbereich.

## Geschichte
Die Methode wurde 1957 von R. Wickbold im Untersuchungslaboratorium der Chemischen Werke Hüls A.G. in Marl entwickelt.

## Prinzip
Die zu untersuchende Probe wird in einer Flamme aus Sauerstoff und Wasserstoff verbrannt. Die Verbrennungsprodukte werden kondensiert, wobei eine große Menge Wasser entsteht. Schwefel wird zu Schwefeldi- und Schwefeltrioxid oxidiert, Chlor zu Chlorwasserstoff umgesetzt. Die Oxidationsprodukte werden im kondensierten Wasser absorbiert und bilden dabei Schwefelsäure bzw. Salzsäure. Diese Produkte können dort gezielt auf deren Gehalt analysiert werden.
Der Halogengehalt wird als Chlor berechnet. Es werden alle Halogene außer Fluor erfasst.

## Apparatur
Die Bestimmungsapparatur besteht aus einem Brenner, einem Kühler als Kondensator und einem Auffanggefäß. Der Brenner ist eine spezielle Konstruktion aus vier konzentrischen Rohren. Durch das innerste Rohr wird die zu analysierende Probe eingesaugt. Durch die nächsten umschließenden Rohre werden von innen nach außen Sauerstoff im Überschuss,  Wasserstoff als Brennstoff und ein weiterer, größerer Sauerstoffstrom im Überschuss eingeleitet.
Das Gemisch wird vollständig verbrannt. Die Verbrennungsgase werden mit einem anschließenden Kühler gekühlt und teilweise kondensiert. Dabei fällt eine große Wassermenge als Oxidationsprodukt von Wasserstoff aus Brenngas und Probe an. Das Kondensat wird in einem Vorratsgefäß gesammelt. In diesem Wasser lösen sich die gebildeten Schwefeloxide und HCl unter Bildung der entsprechenden Säuren ein. Da das Aufnahmevermögen des Wassers für diese Stoffe nicht sehr groß ist, ist die Methode nur für kleine Mengen geeignet. Die zu bestimmenden Mengen sollten deshalb im Bereich um 1 bis 1000 ppm liegen.
Die Aufnahmefähigkeit des Wassers wird erhöht, indem man für die Schwefelbestimmung Wasserstoffperoxid (ca. 5 %) und für die Halogenbestimmung Natronlauge (ca. 2 g/l) zusetzt.
Es empfiehlt sich, die Natronlauge mit Methylorange zu färben, um eine Überbelastung der Absorptionslösung durch saure Oxidgase zu erkennen (große Mengen Halogene, jedoch auch Schwefel oder Phosphor). Eine saure Absorptionslösung bindet Halogene schlecht.
Nach Aufsaugung der Probe wird das Probengefäß mit einem reinen Lösungsmittel gespült und die Spüllösung ebenfalls in die Apparatur zum Verbrennen hineingesaugt.
Damit die Proben eingesaugt werden können, wird die Apparatur unter Vakuum betrieben. Dies erreicht man, indem man sie an eine Vakuumpumpe anschließt. Der Anschluss erfolgt über ein Gefäß nach dem Vorratsbehälter, in dem Flüssigkeitspritzer aufgefangen und zum Vorratsgefäß zurückgeführt werden.

## Bestimmungsmethoden

### Photometrische Bestimmung des Sulfats
Nach Verbrennung der Probe befindet sich der Schwefel als Schwefelsäure in der Lösung. Eine alkalimetrische Bestimmung ist aufgrund von ebenfalls vorliegender Salz- oder Salpetersäure (aus geringen Mengen an Stickstoff im Verbrennungssauerstoff) nicht möglich. Für die Bestimmung des Sulfats wird deshalb eine photometrische Trübungstitration angewandt. Zu diesem Zweck fügt man der Probe etwas Natriumchlorid hinzu, um die freie Schwefelsäure als Natriumsulfat zu fixieren, d. h. in eine nichtflüchtige Form zu überführen. Die Probe wird anschließend eingedampft, das Wasser also durch Erhitzen weitgehend verdampft. Anschließend wird die Probe in Methanol aufgenommen und mit Bariumchlorid versetzt. In ca. 90%iger methanolischer Lösung reagieren Sulfat- und Barium-Ionen miteinander unter sofortiger Ausfällung als Bariumsulfat.
{\displaystyle \mathrm {SO_{4}^{2-}+BaCl_{2}\longrightarrow BaSO_{4}\!\downarrow +\ 2\,Cl^{-}} }
Die Probe wird langsam mit sehr verdünnter Bariumchlorid-Lösung titriert und die zunehmende Trübung photometrisch beobachtet. Nimmt die Trübung nicht mehr zu, wird die Titration beendet.

### Photometrische Bestimmung des Chlorids
Der Chloridgehalt der Lösung kann photometrisch durch Fällung als Silberchlorid bestimmt werden. Dabei wird die Extinktion der gefällten Lösung gemessen.